# Almohadische dinar

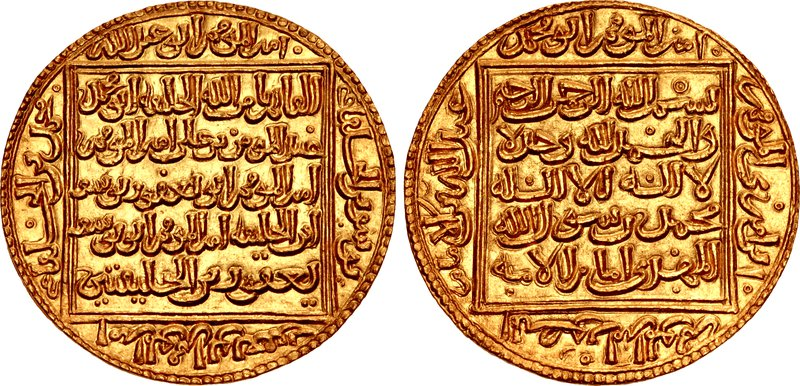
Een munt van de Almohaden.

De Almohadische dinar is de goudvaluta die in de Maghreb werd geslagen onder de heerschappij van de Almohaden.
De Almohadische dinar heeft verschillende kenmerken. Het bevat een vierkant ontwerp op de voorzijde, een originele legende en een hervormd gewicht in vergelijking met de standaard van de moslimwereld, de mithqal, geërfd van de Omajjadische- en Abbasidische kaliefen. Abd el-Mumin stelde het gewicht vast op 2,3 g in plaats van de toen geldende 4,72 g volgens de Abbasidische norm. Deze mumini-dinar, die toen werd geslagen onder zijn zoon Yusuf I (yousoufi-dinar), heeft daarom waarschijnlijk een oosterse inspiratie, het gewicht is gewoon gehalveerd. Dit valutahervormingsbeleid werd voortgezet door de opvolgers van Abd el-Mumin.
De Almohadische dinar werd afgenomen in een sub-veelvoud van de masmodina (letterlijk "valuta van de Masmouda") met een gewicht van 2,3 g. De masmoudina, ook wel de kleine Almohadische dinar genoemd, is de dinar die het vaakst werd geslagen door de Almohaden. Het was ook de belangrijkste fractionele munt.
Volgens tellingen van Khaled Ben Romdhane waren er van in totaal 262 verzamelde Almohadische dinars met een indicatie van de plaats van slaan, slechts 26 afkomstig uit Béjaïa en 7 uit Tunis, het grootste deel van de dinars kwam uit Marokko of Al-Andalus.